# 宮崎家具
宮崎家具(みやざきかぐ)は、京都市中京区に本社を置く日本の家具の製造・小売業者。創業者は安兵衛。

## 歴史
- 1856年：京都夷川富小路角にて指物師を始める。
- 1895年：第四回内国勧業博覧会にて、皇后宮職御買上賜る。
- 1915年：画伯考案棚展覧会を開催。竹内栖鳳・今尾景年・上村松園・木島桜谷・神坂雪佳など当時の京都在住の諸画伯に図案を依頼し作品発表を志した。
- 1941年：三笠宮殿下御慶事御調度品拝命、製作上納する。
- 1953年：戦後、家具部門と内装部門を分社化。